# Nyikolaj Robertovics Erdman
Nyikolaj Robertovics Erdman (Moszkva, 1900. november 3. – Moszkva, 1970. augusztus 10.) szovjet drámaíró és forgatókönyvíró volt, akit elsősorban a Vszevolod Mejerholddal az 1920-as években folytatott munkájáról ismerhetünk. Színdarabjai, különösen Az öngyilkos (1928), összekötő kapocs az orosz irodalomtörténetben Nyikolaj Gogol szatirikus drámája és a második világháború utáni abszurd színház között.

## Fiatalkora
Erdman balti német származású szülők gyermekeként született, és Moszkvában nevelkedett. Bátyja, Borisz Erdman (1899-1960) színpadi tervező volt, aki bevezette őt a moszkvai irodalmi és színházi közegbe. A fiatal Erdmanra különösen nagy hatással volt Vlagyimir Majakovszkij groteszk szatirikus költészete, amely látszólag minden költői konvencióval szembeszállt. Az orosz polgárháború kitörésekor önkéntesnek jelentkezett a Vörös Hadseregbe.
Erdman első rövid verse 1919-ben jelent meg. Leghosszabb és legeredetibb költői műve az Önarckép (1922). Erdman költőként a Szergej Jeszenyin által vezetett bohém mozgalomhoz, az imazsinisztákhoz csatlakozott. Erdman 1924-ben „a védelem tanújaként” szerepelt a képzeletbeli imazsiniszta perben. Számos szellemes paródiát is írt, amelyeket a moszkvai színházakban vittek színre.

## Munkája Mejerholddal
Erdman megírta első nagy darabját Mandátum (Мандат) címmel Vszevolod Mejerhold számára. A fiatal drámaíró ügyesen használta ki a felforgatott esküvő témáját, hogy egy tragikus abszurditásban bővelkedő művet hozzon létre. A darab adaptációjában Meyerhold úgy döntött, hogy Erdman szereplőinek manökenszerű viselkedését hangsúlyozza a tragikus finálé bevezetésével, amely a szereplők „teljes és katasztrofális identitásvesztését” tárja fel.
Erdman következő közös munkája Mejerholddal Az öngyilkos (Самоубийца, 1928) volt, „a nevetséges és a magasztos látványos keveréke”, amelyet mindenki a szovjet korszak egyik legjobb darabjaként ismer el. A darab a színlelt öngyilkosság témájából merít, amelyet Alekszandr Szuhovo-Kobilin vezetett be az orosz irodalomba a Tarelkin halálában (1869), és amelyet Lev Tolsztoj az Élő holttestben (1900) dolgozott fel.
Erdman remekművének kínos gyártási története volt. Mejerhold próbálkozásait a szovjet hatóságok meghiúsították. A Vahtangov Színháznak szintén nem sikerült leküzdenie a cenzúra nehézségeit. Végül Konsztantyin Sztanyiszlavszkij levelet küldött Joszif Sztálinnak, amelyben Erdmant Gogolhoz hasonlította, és idézte Makszim Gorkij lelkesedését a darabért. A darab színpadra állítására az engedélyt megkapták, és a Moszkvai Művész Színház néhány hónapig próbálta is a darabot, de 1932 májusában lemondtak róla, éppen akkor, amikor a Mejerhold Színház úgy döntött, hogy Sztanyiszlavszkij engedélyére támaszkodva saját produkciót állít színpadra. Mejerhold azonban 1932. augusztus 15-én szintén felfüggesztette próbáit. Október közepén történt egy utolsó erőfeszítés a produkció felélesztésére, amikor Lazar Kaganovics, a Szovjetunió Kommunista Pártjának akkori 2. titkára meghívást kapott Mejerhold csapatától, hogy megnézzen egy részleges főpróbát. Kaganovicsnak nem tetszett, amit látott, és Az öngyilkost véglegesen betiltották, ami majdnem 60 évig tartott Oroszországban. Erdman életrajzírója, John Freedman írja: „Sztálin jobbkezének fekete foltja Az öngyilkoson ünnepélyes véglegességgel járt. A Vezér egy próbálkozásra adta a jóváhagyását, nem lesz újabb.”

## Az elnyomás évei
A színházi karrierje gyakorlatilag megrekedt, Erdman a mozi felé fordította figyelmét. Már Az öngyilkos megírása előtt forgatókönyveket készített több némafilmhez, a leghíresebb Borisz Barnet Ház a Trubnaján című filmje volt. Erdman letartóztatásának legendája kényelmesen úgy tartja, hogy sorsa akkor pecsételődött meg, amikor Sztanyiszlavszkij színésze, Vaszilij Kacsalov meggondolatlanul Erdman szatirikus meséit szavalta Sztálinnak egy éjszakai parti alkalmával a Kremlben. Valójában, ahogyan azt Erdman életrajzírója, John Freedman kimutatta, ez bizonyára sok minden kombinációja volt – többek között Az öngyilkos körül kialakult botrány, az Egy találkozó a nevetésről című keserűen szatirikus rövid színdarab, amelyet nem sokkal a megjelenés előtt visszavontak a kiadástól, a sajtóban Erdmant ért dühödt nyilvános támadások, köztük a jeles, rezsimbarát drámaíró, Vszevolod Visnyevszkij részéről, valamint az Erdman és barátja, Vlagyimir Massz közös, rendkívül népszerű szatirikus meséi, amelyeket egész Moszkvában szóban szavaltak. Erdmant 1933. október 10-én letartóztatták, akárcsak Massz-t. A letartóztatásra a teljes filmes stáb szeme láttára került sor az első szovjet musical-kísérlet, a Весёлые ребята (rendező Grigorij Alekszandrov) forgatásán. Több napig tartották fogva a KGB Lubjanka-i főhadiszállásának gyomrában, majd sietve deportálták a szibériai Jenyiszejszk városába. A következő évben engedélyt kapott, hogy Tomszkba költözzön, ahol a neves helyi színésznő, Lina Szamborszkaja pártfogásának köszönhetően irodalmi rendezői állást kapott a Tomszki Drámai Színházban. Úgy tűnik, egyetlen nagyobb munkája ott Maxim Gorkij Az anya című regényének dramatizálása volt 1935-ben.
Bár Moszkvában nem léphetett fel, Erdman az 1930-as években illegálisan látogatta a várost. Az egyik ilyen látogatás során felolvasta Mihail Bulgakovnak A hipnotizőr című új (soha be nem fejezett) darabjának első felvonását. Bulgakovot annyira lenyűgözte a tehetsége, hogy petíciót intézett Sztálinhoz, hogy engedélyezze Erdman visszatérését a fővárosba. A kérvényt figyelmen kívül hagyták, de Erdmannak engedélyezték, hogy megírja egy másik Grigorij Alekszandrov-vígjáték, a Volga-Volga (1938) forgatókönyvét.
A második világháború kitörésekor Erdman Rjazanyban tartózkodott barátjával és munkatársával, Mihail Volpinnal, akit Majakovszkij óta ismert. Mivel mindketten politikai foglyok voltak, nem tudtak a szokásos módon bevonulni a hadseregbe. Ehelyett gyalog kellett elutazniuk a 600 kilométerre lévő Togliattiba, hogy jelentkezzenek egy különleges egységbe, amely a jogfosztottak és a volt papok számára nyitva állt. 1942-ben Lavrentyij Berija pártfogása révén Erdman elérte, hogy Volpinnal együtt Moszkvába helyezzék át, és a háború hátralévő részében az NKVD Központi Klubjában a Dal- és Táncegyüttes számára írtak anyagot.

## A háború utáni és az olvadás utáni korszak
A háború után Erdman elzárkózott a színházi köröktől, de továbbra is aktívan dolgozott a film és az animáció területén. A Bátor emberek (1951) című film forgatókönyvéért megkapta a Sztálin-díjat (2. fokozat). Számos animációs film, amelyhez forgatókönyvet készített, rendkívül népszerű volt – és ma is az. Ezek közé tartozik a Fegya Zajcev (1948), A Lu testvérek (1953), Narancs torok (1954), Tévedések szigete (1955), A kisembert megrajzoltam (1960), A vándorló béka (1965), A macska, amely magától járt (1968) és még sok más. Az úgynevezett gyermekmesékhez írt forgatókönyvei, mint a Káin XVIII (1963) és a Mesterségek városa (1966) meglepően csípős politikai szatírák voltak.
Erdman tökéletes dialógusai és kompozíciói döntő szerepet játszottak Hans Christian Andersen meséjének szovjet filmvászonra adaptálásában. A Jégkirálynő című film társszerzője Lev Atamanov rendező és Georgij Grebner volt. A világ összes népe közül, akikre a film hatással volt, a japánok lennének azok, akik nagyon imádnák a filmet. Akagi Kanzaki, japán gyermekirodalom-kritikus szerint a filmadaptáció Andersen meséjével összefüggésben világos és koherens: „Ezért a történet sokkal következetesebb és világosabb, mint az Andersen-féle változat”. Maga az elismert rendező, Mijazaki Hajao animátor lenne az, akire kétségtelenül hatással lenne a film és nagyjából Erdman forgatókönyve. Mijazakira különösen az az epizód volt hatással, amikor Gerda feláldozza a cipőjét és a folyóba veti. A forgatókönyv és az animáció finomságai döntő szerepet játszottak abban, hogy az 1900-as évek végén az animátor magas szinten tartotta a produkcióihoz szükséges szellemiséget.
1964-ben Erdman régi barátja, Jurij Ljubimov, az NKVD Ének- és Táncegyüttesének tagja meghívta őt, hogy működjön együtt az újonnan alapított Taganka Színházzal. Bár Ljubimov és Erdman több, a Mejerhold-hagyományok felelevenítésére törekvő projekten dolgoztak, köztük egy 1968 körül meghiúsult kísérleten Az öngyilkos színpadra állítására, Ljubimovnak csak 1990-ben sikerült létrehoznia a régóta szenvedő darab saját színpadi változatát.
Erdman fő művét a Szovjetunióban a peresztrojka-korszakig betiltották. Még a viszonylag ortodox Moszkvai Szatíraszínház (amelyet 1924-ben Erdman Moszkva szemszögéből... című kritikájának előadásával avattak fel) sem kapta meg Az öngyilkos című darabjának szovjet cenzorok által jóváhagyott változatát.

### Munkái magyarul
- Drámák / A mandátum / Az öngyilkos (Мандат és Самоубийца) – Európa, Budapest, 1990 · ISBN 963075052X · Fordította: Harsányi Éva, Dalos Rimma
- Az öngyilkos (Самоубийца) – Nemzeti Színház, 2006 (Nemzeti Színház színműtár) · ISBN 9638686952 · Fordította: Dalos Rimma

## Fordítás
- Ez a szócikk részben vagy egészben  a   Nikolai Erdman című angol Wikipédia-szócikk fordításán alapul.  Az eredeti cikk szerkesztőit annak laptörténete sorolja fel. Ez a jelzés csupán a megfogalmazás eredetét és a szerzői jogokat jelzi, nem szolgál a cikkben szereplő információk forrásmegjelöléseként.